# 993型レーダー
993型レーダー（英語: Type 993 radar）は、イギリスで開発された2次元レーダー。
第二次世界大戦直後のイギリス海軍では、目標捕捉レーダー（低空警戒・対水上捜索用レーダー）として、戦中に実用化した293型に改良を加えた293Q型を装備化していた。しかし電子技術の急速な発展を受けて性能の陳腐化が危惧されるようになっていた。これを受けて、その設計を発展させて開発されたのが本機である。なお、同様の目的で開発された992型が巡洋艦・駆逐艦に搭載されたのに対して、本機は主としてフリゲートに搭載された。
空中線部としては4分円（quarter-cheese）型のアンテナが採用されているが、この方式は、フィードホーンがレーダービームを弱めることがないというメリットがあった。本機の場合、高度25,000フィート (7,600 m)を飛行する爆撃機に対しては35海里 (65 km)での探知が可能であった。
のちに、本機のアンテナを流用して、プレッシー社の輸出向けレーダーであるAWS-4の送信機と組み合わせた994型レーダーが開発され、本機はこちらに更新されていった。

## 採用国と搭載艦
- 15型フリゲート
- 41型フリゲート
  -  レパード級フリゲート
  -  ブラマプトラ級フリゲート
- 61型フリゲート
- 81型フリゲート
- 12型フリゲート
  -  ホイットビィ級フリゲート
  -  タルワー級フリゲート
- 12M型フリゲート
  -  ロスシー級フリゲート
  -  プレジデント級フリゲート
  -  オタゴ級フリゲート
  -  ヤラ級護衛駆逐艦
- 12I型フリゲート
  -  リアンダー級フリゲート
  -  ニルギリ級フリゲート
  -  スワン級護衛駆逐艦
- フィアレス級揚陸艦